# Sentence finale
Pour plus de détails, voir Fiche technique et Distribution.
Sentence Finale est un court métrage de Franck Allera, produit par Farid Dms Debah, sorti en 2006, avec Élodie Navarre, Hans Meyer, Marie Mergey, Didier Flamand et Gabrielle Lazure.

## Synopsis
Un curé est retrouvé carbonisé à la suite d'un incendie dans une église. Au milieu de la foule paniquée, se trouve une mystérieuse vieille femme, Mme Hecate. Le regard fixé sur la victime, elle se remémore une procédure inquisitoriale, qui mena en 1377 une certaine Marie Tansa au bûcher. Cette immersion dans le temps finira par révéler les véritables raisons et auteur(s) de l’incendie.

## Fiche technique
- Titre original : Sentence finale
- Réalisateur : Franck Allera
- Scénariste : Franck Allera
- Directrice de production : Hadia Dms Debah
- Régisseur général : Thomas Simonnet
- 1er assistant réalisateur : Akim Isker
- Scripte : Claire Dumaze
- Directeur de la photographie : Antoine Gallais Billaud
- Chef opérateur son : Héloïse Claude
- Chef décoratrice : Chloé Cambournac
- Chef costumière : Agnès Gogol
- Conseiller historique : Laurent Albaret
- Musique : Benjamin Asseraf et Eric Simonet
- Montage : Vincent Tabaillon
- Producteur : Farid Dms Debah
- Production : Dms Debah Films
- Pays :  France
- Genre : Drame et historique
- Durée : 19 minutes
- Format : 1,85:1 - couleur
- Numéro de Visa : 110070
- Date de Visa : 16/06/2006
- Mention CNC : Tous publics

## Distribution
- Élodie Navarre : Marie Tansa
- Hans Meyer : l'inquisiteur / le prêtre
- Marie Mergey : Madame Hécate
- Didier Flamand : le directeur de l'hôpital psychiatrique
- Gabrielle Lazure : la maman
- Clémence Saby : Chloé
- Alexandre Claudy : Policier